# Maxime Livio
Maxime Livio (* 27. Juli 1987 in Dijon) ist ein französischer Vielseitigkeitsreiter.
Livio wurde 2005 mit der französischen Equipe Vize-Junioren-Europameister. 2009 belegte er beim Weltcup in Gatcombe Park den achten Platz. 2013 gewann er in Sandillon erstmals die Wertung einer Veranstaltung der Kategorie CIC***. Im selben Jahr belegte er bei seiner ersten 4*-Prüfung, den Étoiles de Pau, den zweiten Rang.
Im März 2014 gewann er mit der französischen Equipe den französischen Nationenpreis in Fontainebleau. Bei den Weltreiterspielen 2014 wurde Livio Fünfter, außerdem Vierter mit der französischen Mannschaft. Allerdings wurde sein Pferd Qalao des Mers bei der Dopingkontrolle positiv auf Acepromazin getestet. Livio wurde disqualifiziert und Frankreich verlor den Startplatz für die Olympischen Spiele 2016 in Rio. Livio wurde von Mai bis November 2015 gesperrt.
Die Saison 2016 verlief erfolgreich für Maxime Livio: Bei seinem zweiten 4*-Turnier, das er in Luhmühlen bestritt, kam er erneut auf den zweiten Rang. Seine dritte CCI 4*-Prüfung, die Étoiles de Pau 2016, gewann Livio mit Qalao des Mers.

## Erfolge (in Auswahl)
- 2008: 2. Platz im CIC2* Cameri Novara mit Jaipur II
- 2010: 3. Platz im CIC3* Cameri Novara mit Cathar de Gamel
- 2011: 3. Platz im CIC2* Rodez Combelles mit Cathar de Gamel
- 2013: 1. Platz im CIC3* Le Pin au Haras mit Cathar de Gamel, 1. Platz im CIC3* Sandillon mit Cathar de Gamel, 2. Platz im CCI4* Pau mit Cathar de Gamel
- 2014: 1. Platz im CCI3* Saumur mit Qalao des Mers, 2. Platz im CIC3* Jardy mit Pica d'Or
- 2015: 2. Platz im CIC 3* Le Pouget mit Opium de Verrieres
- 2016: 1. Platz im CCI 2* Wiener Neustadt mit Opium de Verrieres, 2. und 3. Platz im CIC 3* Marbach mit Qalao des Mers und Pica d'Or, 2. Platz im CCI 4* Luhmühlen mit Qalao des Mers, 2. Platz im CCI 2* Lignières mit Tzar of her Dreams, 1. Platz im CCI 4* Pau mit Qalao des Mers
- 2017: 2. Platz im CCI 4* Lexington mit Qalao des Mers, 1. Platz in der Einzelwertung des CICO 3* Waregem mit Pica d'Or[4]